# Герман II (пфальцграф Лотарингии)

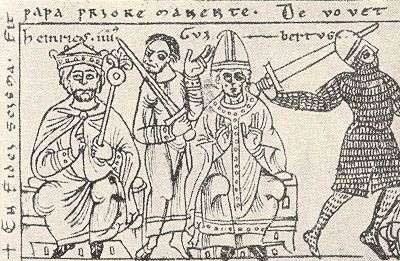
Коронование Генриха IV императорской короной. Между королём и антипапой Климентом III стоит меченосец Герман II, пфальцграф Лотарингский.
Картинка из хроники Оттона Фрейзингского, 1157 г.

Герман II (нем. Hermann II; 1049—20 сентября 1085) — последний пфальцграф Лотарингии (с 1064). Также граф в Рургау и Цюльпихгау и ландграф Брабанта. Из династии Эццоненов. Сын лотарингского пфальцграфа Генриха I (ум. 1061) и Матильды Верденской, дочери герцога Гоцело I Лотарингского.
Вступил во владение пфальцграфством после достижения совершеннолетия (до этого, в 1060—1064, им управлял его опекун — архиепископ Кёльна Анно II).
В 1080 году Герман II взял в жёны Адельгейду фон Орламюнде-Веймар (ум. 1100), вдову балленштедтского графа Адальберта II. У них было двое детей, умерших в младенчестве.
20 сентября 1085 года Герман II был убит в поединке с Альбертом III Намюрским в Далеме (графство Лимбург). Его вдова Адельгейда в третий раз вышла замуж за Генриха фон Лаах, графа в Майфельдгау. Тот унаследовал владения Германа и стал титуловаться пфальцграфом Рейнским.